# Patricia Godman
Patricia „Trish“ Godman (* 31. Oktober 1939 in Govan; † 21. Juli 2019 in Clydebank) war eine schottische Politikerin und Mitglied der Labour Party.

## Leben
Godman besuchte die St Gerard’s Senior Secondary School in Glasgow. Im Alter von 15 Jahren verließ sie die Schule und war in den folgenden Jahren in verschiedenen kaufmännischen Berufen tätig. Nachdem sie sich am Jordanhill College of Education weitergebildet hatte, war sie 15 Jahre lang als Sozialarbeiterin im Glasgower East End tätig. Godman war Mitglied verschiedener Gewerkschaften und gemeinnütziger Vereine, unter anderem von Amnesty International. Sie war verheiratet mit dem Unterhausabgeordneten des Wahlkreises Greenock and Port Glasgow, später Greenock and Inverclyde, Norman Godman und war dreifache Mutter.

## Politischer Werdegang
1994 wurde Godman in den Bezirksrat von Strathclyde gewählt, 1995 in den Glasgower Stadtrat. Bei den ersten Schottischen Parlamentswahlen im Jahre 1999 trat Godman erstmals zu Wahlen auf nationaler Ebene an. Sie bewarb sich um das Direktmandat des Wahlkreises West Renfrewshire und konnte es vor dem Bewerber der SNP erringen. Bei den Parlamentswahlen 2003 verteidigte sie ihr Mandat. Anschließend wurde Godman zur stellvertretenden Parlamentssprecherin gewählt. Auch bei den Parlamentswahlen 2007 verteidigte sie das Direktmandat von West Renfrewshire, diesmal vor der Konservativen Annabel Goldie. Zu den Parlamentswahlen 2011 trat Godman nicht mehr an.